# Miroslav Keresteš
Miroslav Keresteš (Prešov, 30. srpnja 1989. - ) slovački je nogometaš, po poziciji branič. Trenutačno igra za FC Zbrojovku iz Brna.
Za Zbrojovku je debitirao 24. veljače 2014. na utakmici protiv Sparte Prag.

## Statistike
Ažurirano 7. veljače 2016.
| Sezona    | Klub                      | Liga                           | Nastupi | Zgodici |
| --------- | ------------------------- | ------------------------------ | ------- | ------- |
| 2012./13. | FK Slavia Orlová - Lutyně | Moravsko-šleska nogometna liga | 14      | 2       |
| 2013./14. | SFC Opava                 | Moravsko-šleska nogometna liga | 15      | 0       |
| 2013./14. | FC Zbrojovka Brno         | Prva češka nogometna liga      | 10      | 1       |
| 2014./15. | FC Zbrojovka Brno         | Prva češka nogometna liga      | 18      | 0       |
| 2015./16. | FC Zbrojovka Brno         | Prva češka nogometna liga      | 12      | 0       |
| Ukupno:   | Ukupno:                   |                                | 59      | 3       |

## Vanjske poveznice
- Miroslav Keresteš na stranicama Zbrojovke Brno